# Bellefonte, Arkansas
Bellefonte là một thị trấn thuộc quận Boone, tiểu bang Arkansas, Hoa Kỳ. Năm 2010, dân số của thị trấn này là 454 người.

## Dân số
- Dân số năm 2000: 400 người.
- Dân số năm 2010: 454 người.